# Muscisaxicola juninensis
Muscisaxicola juninensis là một loài chim trong họ Tyrannidae.
Loài chim này được tìm thấy ở Argentina, Bolivia, Chile, và Peru. Môi trường sống tự nhiên của chúng là vùng núi ẩm nhiệt đới hoặc cận nhiệt đới.